# Jindřich Staněk
Jindřich Staněk (Strakonice, 27 aprile 1996) è un calciatore ceco, portiere dello Slavia Praga e della nazionale ceca.

## Carriera

### Club
Cresciuto nel settore giovanile dello Sparta Praga, nel gennaio 2014 entra a far parte dell'Academy dell'Everton, con cui firma un contratto biennale; successivamente fa ritorno in patria alla Dyn. Č. Budějovice, che lo gira in prestito al Třebíč nel gennaio 2017. Rientrato alla base, debutta fra i professionisti il 24 agosto in occasione dell'incontro di seconda divisione vinto 1-0 contro il Baník Sokolov.
Nel gennaio 2020 passa in prestito al Viktoria Plzeň, trasferimento divenuto definitivo un anno più tardi.
Il 5 gennaio 2024 è stato acquistato dallo Slavia Praga.

### Nazionale
Ha giocato nelle nazionali giovanili ceche Under-16, Under-17, Under-18, Under-19 ed Under-21.
Il 5 settembre 2021 fa il suo esordio in nazionale maggiore nella sconfitta per 3-0 in casa del Belgio.

## Statistiche
Statistiche aggiornate al 5 giugno 2024.

### Presenze e reti nei club
| Stagione                  | Squadra                   | Campionato                | Campionato | Campionato | Coppe nazionali | Coppe nazionali | Coppe nazionali | Coppe continentali | Coppe continentali | Coppe continentali | Altre coppe | Altre coppe | Altre coppe | Totale | Totale | Totale |
| Stagione                  | Squadra                   | Comp                      | Pres       | Reti       | Comp            | Pres            | Reti            | Comp               | Pres               | Reti               | Comp        | Pres        | Reti        | Pres   | Reti   |        |
| ------------------------- | ------------------------- | ------------------------- | ---------- | ---------- | --------------- | --------------- | --------------- | ------------------ | ------------------ | ------------------ | ----------- | ----------- | ----------- | ------ | ------ | ------ |
| feb.-giu. 2017            | Třebíč                    | MSFL                      | 14         | -32        | CRC             | 0               | 0               | -                  | -                  | -                  | -           | -           | -           | 14     | -32    |        |
| 2017-2018                 | Dyn. Č. Budějovice        | FNL                       | 17         | -22        | CRC             | 1               | -1              | -                  | -                  | -                  | -           | -           | -           | 18     | -23    |        |
| 2018-2019                 | Dyn. Č. Budějovice        | FNL                       | 18         | -11        | CRC             | 3               | -2              | -                  | -                  | -                  | -           | -           | -           | 21     | -13    |        |
| 2019-gen. 2020            | Dyn. Č. Budějovice        | 1L                        | 11         | -22        | CRC             | 1               | -4              | -                  | -                  | -                  | -           | -           | -           | 12     | -26    |        |
| Totale Dyn. Č. Budějovice | Totale Dyn. Č. Budějovice | Totale Dyn. Č. Budějovice | 46         | -55        |                 | 5               | -7              |                    | -                  | -                  |             | -           | -           | 51     | -62    |        |
| gen.-giu. 2020            | Viktoria Plzeň            | 1L                        | 1          | 0          | CRC             | 0               | 0               | -                  | -                  | -                  | -           | -           | -           | 1      | 0      |        |
| 2020-2021                 | Viktoria Plzeň B          | CFL                       | 1          | -3         | -               | -               | -               | -                  | -                  | -                  | -           | -           | -           | 1      | -3     |        |
| 2021-2022                 | Viktoria Plzeň B          | CFL                       | 1          | -2         | -               | -               | -               | -                  | -                  | -                  |             | -           | -           | 1      | -2     |        |
| Totale Viktoria Plzeň B   | Totale Viktoria Plzeň B   | Totale Viktoria Plzeň B   | 2          | -5         |                 | -               | -               |                    | -                  | -                  |             | -           | -           | 2      | -5     |        |
| 2020-2021                 | Viktoria Plzeň            | 1L                        | 19         | -22        | CRC             | 2               | -1              | UCL+UEL            | 0                  | 0                  | -           | -           | -           | 21     | -23    |        |
| 2021-2022                 | Viktoria Plzeň            | 1L                        | 28         | -16        | CRC             | 1               | -2              | UECL               | 0                  | 0                  | -           | -           | -           | 29     | -18    |        |
| 2022-2023                 | Viktoria Plzeň            | 1L                        | 33         | -36        | CRC             | 0               | 0               | UCL                | 11                 | -23                | -           | -           | -           | 44     | -59    |        |
| lug.-dic. 2023            | Viktoria Plzeň            | 1L                        | 16         | -20        | CRC             | 0               | 0               | UECL               | 8                  | -3                 | -           | -           | -           | 24     | -23    |        |
| Totale Viktoria Plzeň     | Totale Viktoria Plzeň     | Totale Viktoria Plzeň     | 97         | -94        |                 | 3               | -3              |                    | 19                 | -26                |             | -           | -           | 119    | -123   |        |
| gen.-giu. 2024            | Slavia Praga              | 1L                        | 12         | -7         | CRC             | 0               | 0               | UEL                | 2                  | -7                 | -           | -           | -           | 14     | -14    |        |
| Totale carriera           | Totale carriera           | Totale carriera           | 171        | -193       |                 | 8               | -10             |                    | 21                 | -33                |             | -           | -           | 200    | -236   |        |

### Cronologia presenze e reti in nazionale
| Cronologia completa delle presenze e delle reti in nazionale ― Rep. Ceca | Cronologia completa delle presenze e delle reti in nazionale ― Rep. Ceca | Cronologia completa delle presenze e delle reti in nazionale ― Rep. Ceca | Cronologia completa delle presenze e delle reti in nazionale ― Rep. Ceca | Cronologia completa delle presenze e delle reti in nazionale ― Rep. Ceca | Cronologia completa delle presenze e delle reti in nazionale ― Rep. Ceca | Cronologia completa delle presenze e delle reti in nazionale ― Rep. Ceca | Cronologia completa delle presenze e delle reti in nazionale ― Rep. Ceca |
| Data                                                                     | Città                                                                    | In casa                                                                  | Risultato                                                                | Ospiti                                                                   | Competizione                                                             | Reti                                                                     | Note                                                                     |
| ------------------------------------------------------------------------ | ------------------------------------------------------------------------ | ------------------------------------------------------------------------ | ------------------------------------------------------------------------ | ------------------------------------------------------------------------ | ------------------------------------------------------------------------ | ------------------------------------------------------------------------ | ------------------------------------------------------------------------ |
| 5-9-2021                                                                 | Bruxelles                                                                | Belgio                                                                   | 3 – 0                                                                    | Rep. Ceca                                                                | Qual. Mondiali 2022                                                      | -2                                                                       | 14’                                                                      |
| 8-9-2021                                                                 | Plzeň                                                                    | Rep. Ceca                                                                | 1 – 1                                                                    | Ucraina                                                                  | Amichevole                                                               | -1                                                                       |                                                                          |
| 29-3-2022                                                                | Cardiff                                                                  | Galles                                                                   | 1 – 1                                                                    | Rep. Ceca                                                                | Amichevole                                                               | -1                                                                       | 46’                                                                      |
| 6-9-2022                                                                 | Lisbona                                                                  | Portogallo                                                               | 2 – 0                                                                    | Rep. Ceca                                                                | UEFA Nations League 2022-2023 - 1º turno                                 | -2                                                                       |                                                                          |
| 27-9-2022                                                                | San Gallo                                                                | Svizzera                                                                 | 2 – 1                                                                    | Rep. Ceca                                                                | UEFA Nations League 2022-2023 - 1º turno                                 | -                                                                        | 46’                                                                      |
| 10-9-2023                                                                | Budapest                                                                 | Ungheria                                                                 | 1 – 1                                                                    | Rep. Ceca                                                                | Amichevole                                                               | -1                                                                       |                                                                          |
| 17-11-2023                                                               | Varsavia                                                                 | Polonia                                                                  | 1 – 1                                                                    | Rep. Ceca                                                                | Qual. Euro 2024                                                          | -1                                                                       |                                                                          |
| 20-11-2023                                                               | Olomouc                                                                  | Rep. Ceca                                                                | 3 – 0                                                                    | Moldavia                                                                 | Qual. Euro 2024                                                          | -                                                                        |                                                                          |
| 22-3-2024                                                                | Oslo                                                                     | Norvegia                                                                 | 1 – 2                                                                    | Rep. Ceca                                                                | Amichevole                                                               | -1                                                                       |                                                                          |
| 10-6-2024                                                                | Hradec Králové                                                           | Rep. Ceca                                                                | 2 – 1                                                                    | Macedonia del Nord                                                       | Amichevole                                                               | -1                                                                       |                                                                          |
| 18-6-2024                                                                | Lipsia                                                                   | Portogallo                                                               | 2 – 1                                                                    | Rep. Ceca                                                                | Euro 2024 - 1º turno                                                     | -2                                                                       |                                                                          |
| 22-6-2024                                                                | Amburgo                                                                  | Georgia                                                                  | 1 – 1                                                                    | Rep. Ceca                                                                | Euro 2024 - 1º turno                                                     | -1                                                                       |                                                                          |
| 26-6-2024                                                                | Amburgo                                                                  | Rep. Ceca                                                                | 1 – 2                                                                    | Turchia                                                                  | Euro 2024 - 1º turno                                                     | -1                                                                       | 55’                                                                      |
| Totale                                                                   |                                                                          | Presenze                                                                 | 13                                                                       |                                                                          | Reti                                                                     | -14                                                                      |                                                                          |

| Cronologia completa delle presenze e delle reti in nazionale ― Rep. Ceca under 21 | Cronologia completa delle presenze e delle reti in nazionale ― Rep. Ceca under 21 | Cronologia completa delle presenze e delle reti in nazionale ― Rep. Ceca under 21 | Cronologia completa delle presenze e delle reti in nazionale ― Rep. Ceca under 21 | Cronologia completa delle presenze e delle reti in nazionale ― Rep. Ceca under 21 | Cronologia completa delle presenze e delle reti in nazionale ― Rep. Ceca under 21 | Cronologia completa delle presenze e delle reti in nazionale ― Rep. Ceca under 21 | Cronologia completa delle presenze e delle reti in nazionale ― Rep. Ceca under 21 |
| Data                                                                              | Città                                                                             | In casa                                                                           | Risultato                                                                         | Ospiti                                                                            | Competizione                                                                      | Reti                                                                              | Note                                                                              |
| --------------------------------------------------------------------------------- | --------------------------------------------------------------------------------- | --------------------------------------------------------------------------------- | --------------------------------------------------------------------------------- | --------------------------------------------------------------------------------- | --------------------------------------------------------------------------------- | --------------------------------------------------------------------------------- | --------------------------------------------------------------------------------- |
| 23-5-2016                                                                         | Mittersill                                                                        | Rep. Ceca under 21                                                                | 1 – 1                                                                             | Albania under 21                                                                  | Amichevole                                                                        | -1                                                                                | 46’                                                                               |
| 31-8-2017                                                                         | Praga                                                                             | Rep. Ceca under 21                                                                | 1 – 1                                                                             | Turchia under 21                                                                  | Amichevole                                                                        | -                                                                                 | 46’                                                                               |
| 5-9-2017                                                                          | Jablonec nad Nisou                                                                | Rep. Ceca under 21                                                                | 1 – 1                                                                             | Bielorussia under 21                                                              | Qual. Europeo Under-21 2019                                                       | -1                                                                                |                                                                                   |
| 9-10-2017                                                                         | Varaždin                                                                          | Croazia under 21                                                                  | 5 – 1                                                                             | Rep. Ceca under 21                                                                | Qual. Europeo Under-21 2019                                                       | -5                                                                                |                                                                                   |
| 11-11-2017                                                                        | Praga                                                                             | Rep. Ceca under 21                                                                | 3 – 1                                                                             | San Marino under 21                                                               | Qual. Europeo Under-21 2019                                                       | -1                                                                                |                                                                                   |
| 14-11-2017                                                                        | Chișinău                                                                          | Moldavia under 21                                                                 | 1 – 3                                                                             | Rep. Ceca under 21                                                                | Qual. Europeo Under-21 2019                                                       | -1                                                                                |                                                                                   |
| 23-3-2018                                                                         | Karviná                                                                           | Rep. Ceca under 21                                                                | 2 – 1                                                                             | Croazia under 21                                                                  | Qual. Europeo Under-21 2019                                                       | -1                                                                                |                                                                                   |
| 27-3-2018                                                                         | Xanthi                                                                            | Grecia under 21                                                                   | 3 – 0                                                                             | Rep. Ceca under 21                                                                | Qual. Europeo Under-21 2019                                                       | -3                                                                                |                                                                                   |
| 5-9-2018                                                                          | Serravalle                                                                        | San Marino under 21                                                               | 0 – 2                                                                             | Rep. Ceca under 21                                                                | Qual. Europeo Under-21 2019                                                       | -                                                                                 |                                                                                   |
| 10-9-2018                                                                         | Praga                                                                             | Rep. Ceca under 21                                                                | 1 – 2                                                                             | Grecia under 21                                                                   | Qual. Europeo Under-21 2019                                                       | -2                                                                                |                                                                                   |
| Totale                                                                            |                                                                                   | Presenze                                                                          | 10                                                                                |                                                                                   | Reti                                                                              | -15                                                                               |                                                                                   |

## Palmarès

### Club

#### Competizioni nazionali
- Fotbalová národní liga: 1

Dynamo České Budějovice: 2018-2019
- Campionato ceco: 2

Viktoria Plzeň: 2021-2022
Slavia Praga: 2024-2025

### Individuale
- 1. liga Goalkeeper of the Season: 1

2021-2022